# Nowy Żleb

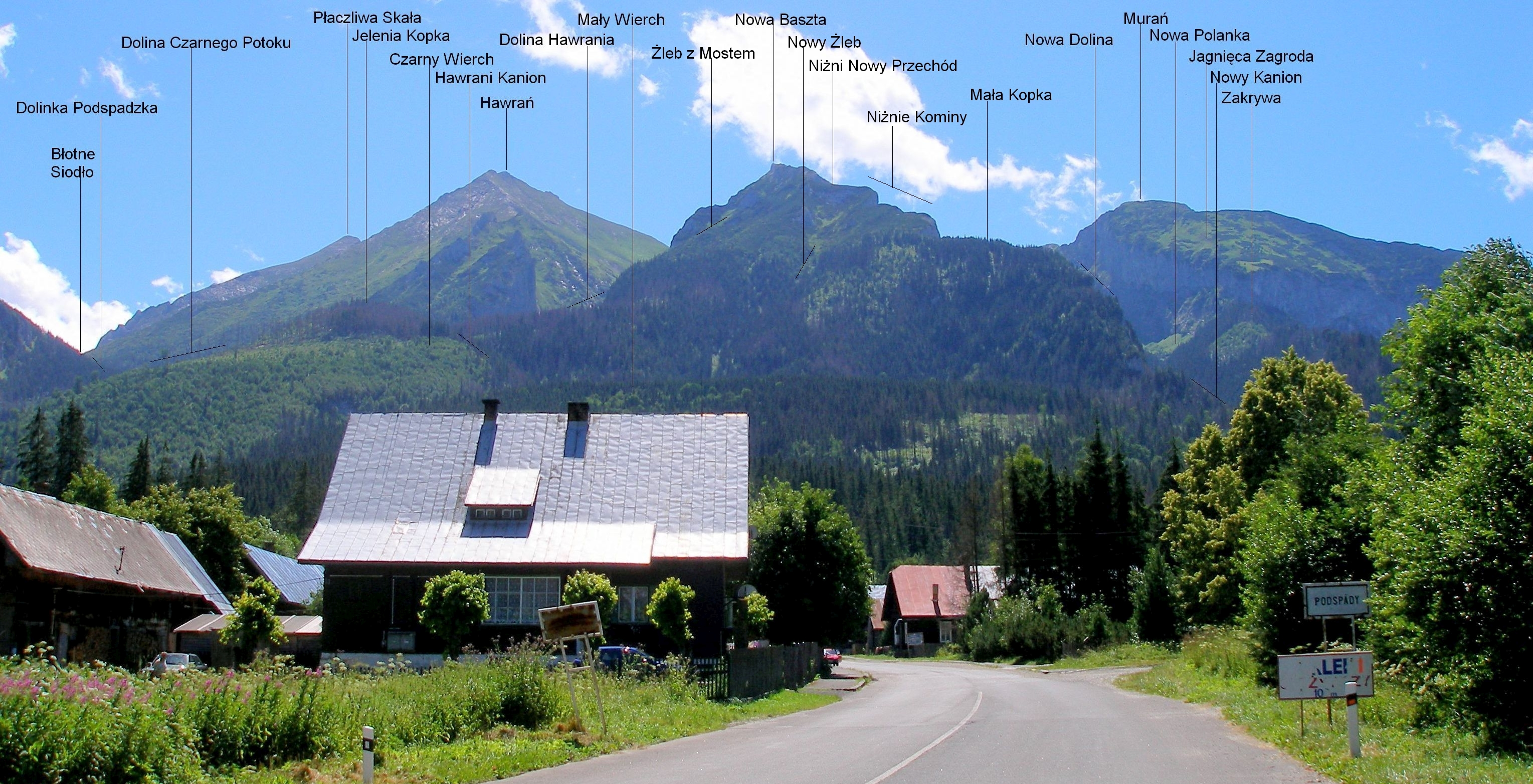
Widok z Podspadów

Nowy Żleb – żleb w Dolinie Hawraniej w słowackich Tatrach Bielskich. Jest to największy żleb północno-wschodnich ścian Kominów Zdziarskich. Opada z Niżniego Nowego Przechodu. Jest szeroki i płytki. Górną jego część porasta kosodrzewina, środkowa część niszczona przez lawiny jest jej pozbawiona, dolna część to las i wiatrołomy. Żleb uchodzi do środkowej części Hawraniego Kanionu.
Z północno-zachodniej części Niżniej Hawraniej Polany prowadzi jedno z wejść na Niżni Nowy Przechód, Nie ma tu jednak ścieżki; wejście prowadzi początkowo zwierzęcymi perciami, potem przez las i na końcu trzeba się przedzierać przez łany kosodrzewiny. Poza kosodrzewiną przejście to nie stwarza żadnych trudności. Jest to jednak zamknięty dla turystów i taterników obszarze ochrony ścisłej Tatrzańskiego Parku Narodowego.
Nazwę żlebu wprowadził Władysław Cywiński w 4 tomie przewodnika Tatry. Po południowej stronie Nowego Żlebu znajduje się jeszcze mniejszy, bezimienny i całkowicie zarośnięty kosodrzewiną żleb. 